# Kinsley S. Bingham

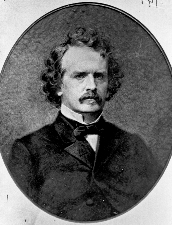
Kinsley S. Bingham

Kinsley Scott Bingham (* 16. Dezember 1808 in Camillus, Onondaga County, New York; † 5. Oktober 1861 in Green Oak, Michigan) war ein US-amerikanischer Politiker und von 1855 bis 1859 der elfte Gouverneur des Bundesstaates Michigan, den er außerdem in beiden Kammern des Kongresses vertrat.

## Frühe Jahre und politischer Aufstieg
Kinsley Bingham besuchte die örtlichen Schulen seiner New Yorker Heimat. Danach studierte er in Syracuse Jura. Im Jahr 1833 zog er nach Green Oak im Michigan-Territorium. In diesem Ort begann er als Rechtsanwalt zu arbeiten. Gleichzeitig übte er aber auch einige öffentliche Ämter aus. Er war zum Beispiel Postmeister, Friedensrichter und Richter an einem Nachlassgericht.
In diesen Jahren war Bingham Mitglied der Demokratischen Partei. 1837 wurde er in das Repräsentantenhaus von Michigan gewählt, in den folgenden vier Legislaturperioden wurde er jeweils in diesem Mandat bestätigt. Zeitweise fungierte er als Speaker dieser Kammer. Zwischen 1847 und 1851 vertrat Bingham seinen Staat im US-Repräsentantenhaus in Washington. In dieser Zeit geriet er innerhalb seiner Partei wegen seiner strengen ablehnenden Haltung gegenüber der Sklaverei unter Druck. Schließlich verließ er die Demokraten und schloss sich vorübergehend der Free Soil Party an, ehe er dann der neuen Republikanischen Partei beitrat.

## Gouverneur von Michigan
Im Jahr 1854 wurde Bingham als Kandidat seiner neuen Partei gegen den ehemaligen Amtsinhaber John S. Barry zum Gouverneur gewählt. Er war nicht nur der erste republikanische Gouverneur von Michigan, sondern gehörte auch zu den ersten republikanischen Gouverneuren bundesweit. Er war der erste von sieben aufeinanderfolgenden Gouverneuren von Michigan, die dieser Partei angehörten. Erst im Jahr 1883 wurde mit Josiah Begole wieder ein Demokrat in dieses Amt gewählt. Bingham trat sein Amt am 3. Januar 1855 an. Nach einer Wiederwahl im Jahr 1856 konnte er bis zum 3. Januar 1859 in seinem Amt bleiben. In diesen vier Jahren wurde das Michigan Agricultural College gegründet, aus dem später die Michigan State University hervorgehen sollte. Damals wurde auch ein Gesetz zum Schutz der persönlichen Freiheiten verabschiedet. Auch das Bildungswesen wurde durch die Gründung der State Reform School verbessert. Darüber hinaus entstanden damals in Michigan weitere neue Kreise und Kommunen.

## Weiterer Lebenslauf
Auch nach dem Ende seiner Gouverneurszeit blieb Bingham politisch aktiv. Er wurde in den US-Senat gewählt und vertrat dort seinen Staat vom 4. März 1859 bis zu seinem Tod am 5. Oktober 1861. Parteipolitisch blieb er den Republikanern treu. Bereits 1856 war er Delegierter auf dem ersten Bundesparteitag der Partei, auf dem John C. Frémont als allerdings erfolgloser Präsidentschaftskandidat nominiert wurde. Vier Jahre später unterstützte Bingham den erfolgreichen Wahlkampf von Abraham Lincoln. Kinsley Bingham war verheiratet und hatte zwei Kinder.